# Gun-Britt Tödter
Gun-Britt Tödter (* 14. Februar 1967 in Fulda) ist eine deutsche Autorin u. a. von Fantasy-Romanen.

## Leben
Das Studium der Humanmedizin absolvierte Tödter an der Justus-Liebig-Universität Gießen. Sie arbeitete als Ärztin im Praktikum in einer Praxis in Hamburg, später als Weiterbildungsassistentin in Mülheim an der Ruhr, Bad Driburg, Wetter (Ruhr) und Gevelsberg. Heute ist sie Fachärztin für Allgemeinmedizin (bis Ende 2011 mit eigener Praxis in Schwerte-Westhofen) und lebt in Schwerte (Ruhrgebiet) mit Mann und Tochter.
Nach Lektoratsarbeiten zur Aufstockung ihres Lebensunterhalts während der Zeit als Medizinstudentin veröffentlichte Gun-Britt Tödter 1998 ihren ersten Roman aus dem Fantasybereich. Als Redakteurin des Rollenspiels Das Schwarze Auge hat sie zahlreiche Publikationen, insbesondere Abenteuer verfasst. Ihr Spezialgebiet innerhalb der Redaktion waren Feen und Pferde.

## Werke
| Folgende Romane und Spielhilfen hat sie für die Spielewelt des „Das Schwarze Auge“ und der Spielewelt „Aventurien“ veröffentlicht: - Das letzte Lied (Roman) - Koboldgeschenk (Roman) - Nacht und Nebel in Gassengeschichten (DSA-Kurzgeschichtenband) - Wenn der Zirkus kommt (DSA-Abenteuer) - Feenflügel (DSA-Abenteuer) - Schwingen aus Schnee (DSA-Abenteuer) - Schwarzer Druidewald (DSA-Solo) - Der Erbe von Kranick (DSA-Kurzabenteuer) - Worte in Finsternis in Siebenstreich in der Borbaradkampagne (DSA-Kurzabenteuer) - Drôler Spitzen in Preis der Macht (DSA-Kurzabenteuer) - Diverse Artikel im Aventurischen Boten - Diverse Spielhilfen zusammen mit anderen Autoren u. a. - Drachen, Greifen, Schwarzer Lotus zusammen mit anderen Autoren (Spielhilfe) - Geographia Aventurica zusammen mit anderen Autoren (Spielhilfe) | Andere Veröffentlichungen - Myranor-Spielhilfe zusammen mit anderen Autoren - Mord III in Wunderwelten (Shadowrun-Kurzgeschichte) - Das Praxisblättchen (monatlich erscheinende Wartezimmerinformation der Praxis G. Tödter) |